# Pauselijke Salesiaanse Universiteit
De  Pauselijke Salesiaanse Universiteit (lat: Universitas Pontificia Salesiana, it: Università Pontificia Salesiana, afgekort: UPS)  is een instelling voor Hoger Onderwijs in Rome. De universiteit werd in 1965 opgericht door de Salesianen van Don Bosco.
De universiteit is een voortzetting van het Internationaal Don Bosco Institutuut in Turijn, waar vandaag de dag nog een theologische faculteit van de UPS is gevestigd. Naast theologie kan aan de UPS canoniek recht, pedagogie, psychologie en sociologie worden gestudeerd.